# Autopistas y avenidas de Caracas

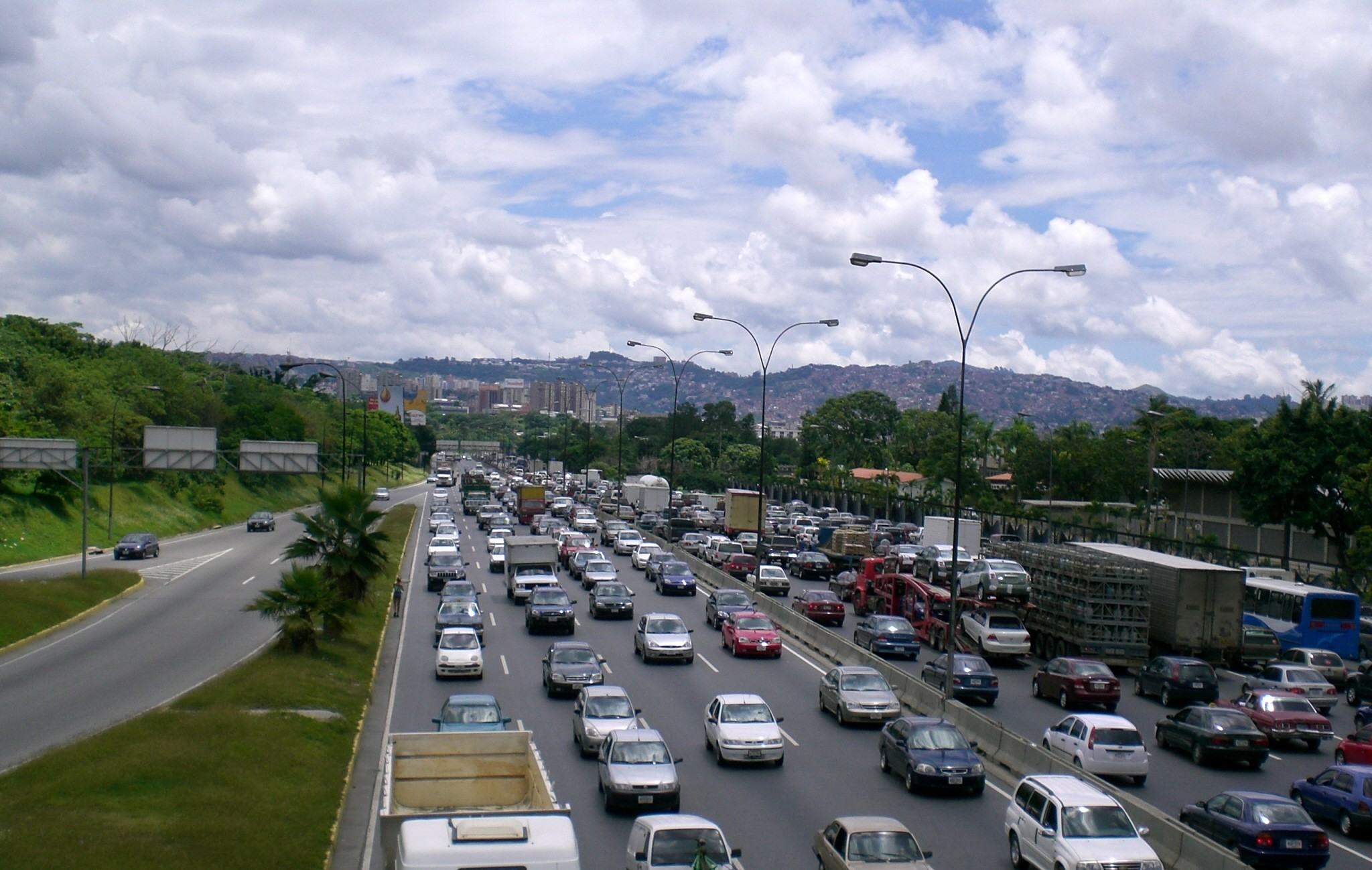
Vista de la Autopista Francisco Fajardo

La ciudad de Caracas aglutina una de las mayores redes de autopistas de Venezuela, casi todas construidas en la segunda mitad del siglo XX en los gobiernos de Marcos Pérez Jiménez, Rómulo Betancourt, Raúl Leoni y Rafael Caldera y posteriormente ampliadas e interconectadas con otras vías. Las autopistas del país y las grandes avenidas de la ciudad no están designadas con un sistema de codificación o numeración, sino con nombres de personajes históricos destacados. Además, en Caracas, los distribuidores o conexiones entre autopistas también suelen tener nombres peculiares, por ejemplo de animales: El Pulpo, La Araña, El Ciempiés y La Gaviota.
Caracas está conectada por autopistas internamente y hacia el exterior, con otros pueblos, poblaciones y ciudades, como La Guaira, El Junquito, la Colonia Tovar, Los Teques, Los Valles del Tuy (Charallave y Santa Lucía), Guarenas y Guatire, además del resto del país.
Al sistema de autopistas que cruza la ciudad de oeste a este y sus respectivos ramales, se le conoce como Autopista Francisco Fajardo, que va desde el suroeste de Caracas pasando por la urbanización La Paz y hasta Las Adjuntas y Macarao; posee un subramal que va hacia Caricuao; hasta Petare (Distribuidor Boyacá) donde conecta con la Autopista Gran Mariscal de Ayacucho (tramo Petare-Guarenas). En el trayecto desde Plaza Venezuela hasta Las Adjuntas recibe propiamente el nombre de Autopista Francisco Fajardo, desde Plaza Venezuela hasta el Distribuidor Metropolitano (Distribuidor Boyacá) su nombre es Autopista del Este (vale hacer la diferencia con la Autopista Prados del Este, conocida como Caracas - Baruta, que es un ramal de ésta que nace a la altura de la Urb. Las Mercedes y comunica con Prados del Este y La Trinidad).
En el sector La Yaguara, al suroeste de la capital, nace la carretera a El Junquito, la cual une esa población y la Colonia Tovar con la ciudad de Caracas. También posee dos ramales, uno que parte desde Catia (pasando por los Barrios Urdaneta y El Amparo) y otro que parte desde Mamera (inaugurado en 2007).
En el Distribuidor Metropolitano en Petare, también termina la Avenida Boyacá (Cota Mil) que se caracteriza por recorrer las faldas del cerro Ávila a una altitud promedio de 1000 metros sobre el nivel del mar; la Cota Mil une a varias urbanizaciones de Caracas, y nace en el Distribuidor Baralt donde termina la avenida del mismo nombre. La avenida Boyacá cuenta con carácter especial, es considerada prácticamente una autopista por sus límites de velocidad y las restricciones al tránsito, ya que no se permiten camiones de carga ni motocicletas. Tiene un tramo inconcluso desde el Distribuidor de La Avenida Baralt que conectaría con el inicio de la Autopista Caracas - La Guaira. Dicho tramo a futuro se prevé conectarlo con la Segunda Autopista Caracas-Litoral, la cual empalmará directamente el Aeropuerto Internacional Simón Bolívar con la Capital.
En el Distribuidor Metropolitano también nacen las carreteras Petare - Santa Lucía y Petare - Guarenas, vías que a pesar de ser de vieja data continúan siendo muy utilizadas debido a la falta de nuevas vías alternas.
En la zona de Turgua, municipio El Hatillo, existe una carretera muy empinada hacia Santa Lucía, la cual representa una tercera alternativa para ir de Caracas a los Valles del Tuy (las otras dos son la carretera Petare - Santa Lucía y el ramal de la Autopista Regional del Centro que parte desde el Distribuidor Los Totumos (km 31) hasta Charallave y Santa Teresa - Santa Lucía). 
En la urbanización Colinas de Bello Monte nace la carretera vieja Caracas - Baruta, otra vía alterna que a pesar de su antigüedad es una alternativa para ir a esta parte del estado Miranda; esta vía se entrecorta en el sector el Guire en Santa Fe y se une con la autopista Caracas - Baruta a través del distribuidor Santa Fe, construido en 1996, y de allí continúa su trayecto hasta que en el sector conocido como Las Minas de Baruta se divide en un ramal que se dirige a El Hatillo, y el otro continúa hasta el sector Hoyo de la Puerta donde se empalma con la Autopista Regional del Centro o Autopista Caracas-Valencia.

## Principales Autopistas
- Autopista Prados del Este
- Autopista Caracas-La Guaira

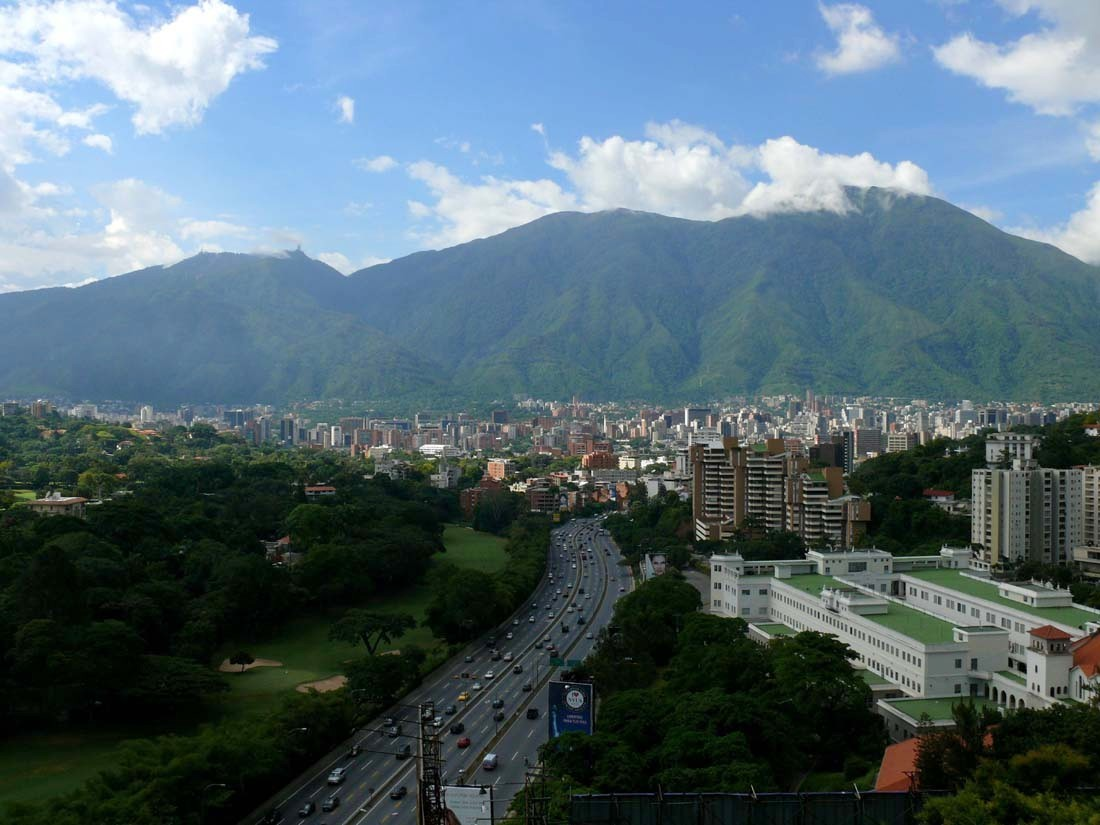
Autopista Prados del Este

- Autopista Francisco Fajardo (Oficialmente Gran Cacique Guaicaipuro Jefe de Jefes)
- Autopista Valle-Coche
- Autopista del Este
- Autopista Norte-Sur
- Autopista Regional del Centro (un tramo)
- Autopista Gran Mariscal de Ayacucho (un tramo)

## Principales avenidas
- Av. Morán
- Av. Guzmán Blanco (Cota 905)
- Av. Guzmán Blanco (Coche)
- Av. Casanova
- Av. Abraham Lincoln (Bulevar de Sabana Grande - Peatonal)
- Av. Bolívar (La avenida más larga de Caracas en línea recta)
- Av. Simón Bolívar (sureste de la ciudad)
- Av. Universidad
- Av. Baralt
- Av. Sucre de Catia
- Av. Boyacá (Cota 1000)
- Av. Urdaneta
- Av. Andrés Bello
- Av. Lecuna
- Av. Panteón
- Av. Libertador (su nivel inferior cuenta con los murales Uracoa de Mateo Manaure y Módulos Cromáticos de Juvenal Ravelo). Abarca los municipios Libertador del Distrito Capital y Chacao del Estado Miranda.
- Av. Francisco Solano López
- Av. Francisco de Miranda (la más larga del área metropolitana de Caracas, abarcando los municipios Chacao y Sucre del Estado Miranda)
- Av. Páez
- Av. O'Higgins
- Av. San Martín
- Av. Teherán (conocida como Avenida Intercomunal Montalbán-La Vega)
- Av. Las Acacias
- Av. Las PalmasAvenida Bolívar, Caracas

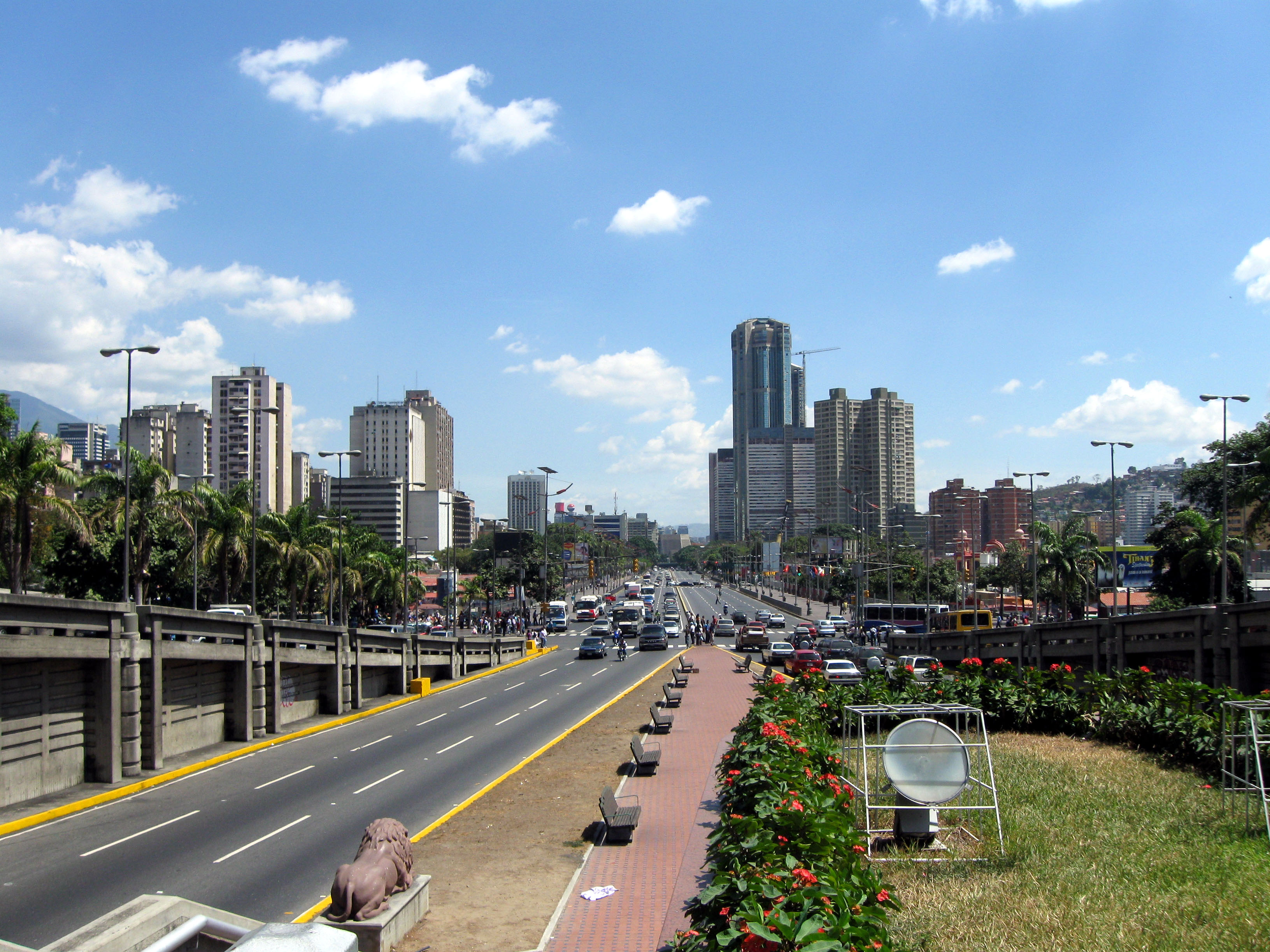
Avenida Bolívar, Caracas

- Av. Fuerzas Armadas (con las estaciones y el sistema BusCaracas)
- Av. Nueva Granada (con las estaciones y el sistema BusCaracas)
- Av. Presidente Medina (Conocida también por su nombre anterior: Av. Victoria)
- Av. Roosevelt
- Av. Ppal. De Maripérez
- Av. Ppal. del Cementerio
- Paseo Los Ilustres
- Av. Las Acacias
- Paseo Los Próceres (se convierte en el Monumento a los Próceres, Gran Paseo de la Academia Militar de Venezuela - semipeatonal). No confundir con la avenida los Próceres de San Bernardino.
- Av. Río de Janeiro
- Av. Ppal de las Mercedes
- Av. Ppal de Bello Monte
- Av. Ppal de El Cafetal
- Av. Ppal de La Castellana
- Av. Venezuela de El Rosal
- Av. Tamanaco
- Av. Intervecinal Santa Mónica-Cumbres de Curumo (Atraviesa los municipios Libertador del Distrito Capital y Baruta del Estado Miranda)
- Av. Raul Leoni (Boulevar de El Cafetal)
- Av. Sanz
- Av. México
- Av. Ppal de Caurimare
- 4ª Av. de los Palos Grandes
- Av. San Juan Bosco
- Av. Luís Roche
- Av. Sucre de los Dos Caminos
- Av. Los Castaños de los Chorros
- Av. Rómulo Gallegos
- Av. Ppal de Macaracuay
- Av. La Guairita
- Av. Intercomunal de El Valle
- Av. Ppal de Caricuao
- Av. Ppal de La Hacienda
- Av. Interna de la UCV
- Av. Minerva

## Túneles

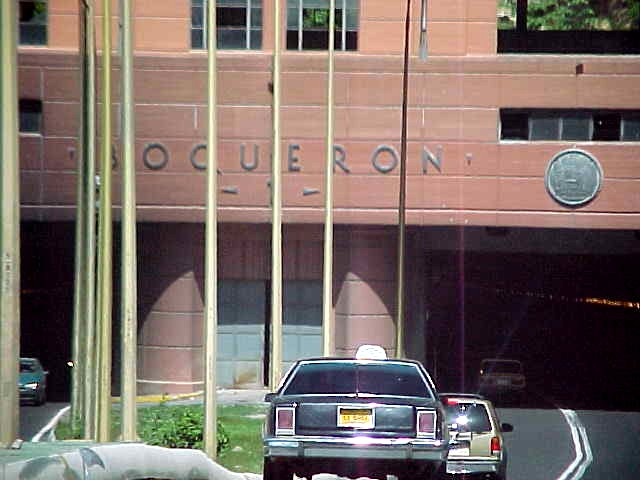
Túnel Boquerón 1

| Principales Túneles Gemelos de las Autopistas Urbanas de Caracas | Principales Túneles Gemelos de las Autopistas Urbanas de Caracas | Principales Túneles Gemelos de las Autopistas Urbanas de Caracas | Principales Túneles Gemelos de las Autopistas Urbanas de Caracas |
| #                                                                | Nombre                                                           | Longitud                                                         | Inauguración                                                     |
| ---------------------------------------------------------------- | ---------------------------------------------------------------- | ---------------------------------------------------------------- | ---------------------------------------------------------------- |
| 1                                                                | Túnel El Valle                                                   | 1200 m                                                           | 1968                                                             |
| 2                                                                | Túnel El Paraíso                                                 | 900 m                                                            | 1967                                                             |
| 3                                                                | Túnel Boquerón 1                                                 | 1800 m                                                           | 1953                                                             |
| 4                                                                | Túnel Boquerón 2                                                 | 500 m                                                            | 1953                                                             |
| 5                                                                | Túnel La Trinidad                                                | 200 m                                                            | 1974                                                             |
| 6                                                                | Túnel La Planicie                                                | 800 m                                                            | 1959                                                             |

- Datos: Q2893153